# Universidad Autónoma Metropolitana Unidad Azcapotzalco
La Universidad Autónoma Metropolitana - Unidad Azcapotzalco , llamada UAM Azcapotzalco y abreviada como UAM-A es una institución educativa que se encuentra en la zona Nor-Poniente de la Ciudad de México y tiene como misión impulsar la vinculación de la universidad con el Estado, la industria y la sociedad posicionándose así como la Unidad del desarrollo tecnológico de la Universidad Autónoma Metropolitana.

## Historia

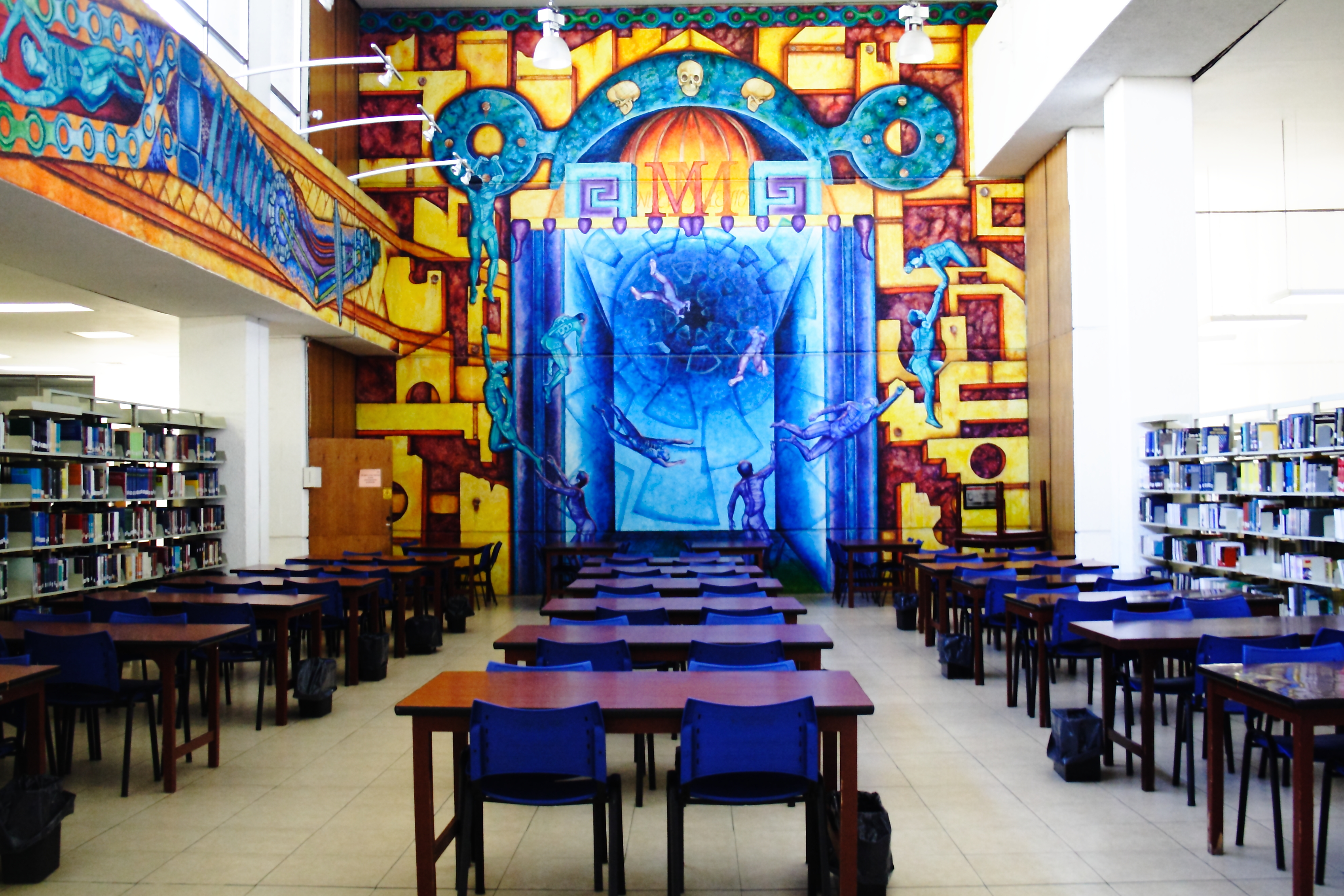
Mural en la Biblioteca de la UAM Azcapotzalco. (COSEI)

El 11 de noviembre de 1974 la Unidad Azcapotzalco de la Universidad Autónoma Metropolitana abrió sus puertas para formar profesionistas en las Ciencias Básicas e Ingeniería (CBI), las Ciencias Sociales y Humanidades (CSH) y las Ciencias y Artes para el Diseño (CyAD), misión que día a día ocupa a la institución a través del cumplimiento de las labores sustantivas de Docencia, Investigación y Preservación y difusión de la Cultura.
A lo largo de cuarenta años de labores, la UAM-Azcapotzalco ha brindado educación a más de 28 mil egresados quienes, sin importar su preparación científica, se definen por el carácter humanista de su formación; es decir, por su capacidad de enfrentar y resolver requerimientos sociales.
Con base en la Ley Orgánica de la Universidad Autónoma Metropolitana, el Modelo UAM tiene la suficiencia para adecuarse, así como la capacidad para evolucionar y la cualidad para responder a las necesidades sociales siempre cambiantes de nuestro entorno.
Para ello, desde su fundación, la UAM-Azcapotzalco —al igual que las Unidades Académicas hermanas de Iztapalapa y Xochimilco— impulsó las bondades de la figura del profesor-investigador, del esquema académico departamental, de la organización de la investigación por áreas, así como del reconocimiento e institucionalización de prácticas administrativas de apoyo académico, todos ellos aspectos plasmados en el Reglamento Orgánico de la Universidad Autónoma Metropolitana, aprobado por el Colegio Académico en 1982, documento que ha dado sentido y dirección universitaria a la Institución.

### Emblema
El emblema institucional fue desarrollado por el primer Rector General de la UAM, el destacado arquitecto mexicano Pedro Ramírez Vázquez, en 1974.
El emblema de la UAM es una estilización de su anagrama, en el que se presentan las iniciales enlazadas de la institución, en una especie de segmento de la cadena de ADN. Bajo el anagrama se encuentra el lema de la universidad. 
El emblema representa a la institución como una universidad flexible y abierta a todo el conocimiento y a las transformaciones históricas. Al mismo tiempo, es el símbolo de una institución estable y sólida.
La mascota de la UAM es la pantera negra, con el que se conocía a la selección de fútbol americano de esta casa de estudios en la liga mexicana de fútbol americano hasta su desaparición en 2003.

## Rectores de la Unidad
| N.º | Nombre                            | Período                  | Período                  | Profesión            | Departamento                      | División                              |
| N.º | Nombre                            | Inicio                   | Fin                      | Profesión            | Departamento                      | División                              |
| --- | --------------------------------- | ------------------------ | ------------------------ | -------------------- | --------------------------------- | ------------------------------------- |
| 1   | Juan Casillas García de León      | 22 de enero de 1974      | 9 de octubre de 1975     | Ingeniero civil      | Ingeniería Civil                  | Ciencias Básicas e Ingeniería (CBI)   |
| 2   | Enrique Tamez González            | 18 de noviembre de 1975  | 2 de junio de 1977       | Ingeniero mecánico   | Ingeniería Mecánica               | Ciencias Básicas e Ingeniería (CBI)   |
| 3   | Jorge Hanel del Valle             | 12 de julio de 1977      | 6 de julio de 1981       | Ingeniero civil      | Ingeniería Civil                  | Ciencias Básicas e Ingeniería (CBI)   |
| 4   | Oscar Manuel González Cuevas      | 12 de julio de 1981      | 6 de julio de 1985       | Ingeniero civil      | Ingeniería Civil                  | Ciencias Básicas e Ingeniería (CBI)   |
| 5   | Carlos Pallán Figueroa            | 11 de septiembre de 1985 | 6 de julio de 1989       | Administrador        | Administración                    | Ciencias Sociales y Humanidades (CSH) |
| 6   | Sylvia Ortega Salazar             | 7 de julio de 1989       | 6 de julio de 1993       | Socióloga            | Sociología                        | Ciencias Sociales y Humanidades (CSH) |
| 7   | Edmundo Jacobo Molina             | 7 de julio de 1993       | 6 de julio de 1997       | Filósofo             | Economía                          | Ciencias Sociales y Humanidades (CSH) |
| 8   | Mónica Goretti de la Garza Malo   | 9 de julio de 1997       | 8 de julio de 2001       | Economista           | Economía                          | Ciencias Sociales y Humanidades (CSH) |
| 9   | Víctor Manuel Sosa Godínez        | 9 de julio de 2001       | 8 de julio de 2005       | Economista           | Economía                          | Ciencias Sociales y Humanidades (CSH) |
| 10  | Adrián de Garay Sánchez           | 7 de julio de 2005       | 6 de julio de 2009       | Sociólogo            | Sociología                        | Ciencias Sociales y Humanidades (CSH) |
| 11  | Gabriela Paloma Ibánez Villalobos | 13 de julio de 2009      | 7 de julio de 2013       | Diseñadora           | Diseño de la Comunicación Gráfica | Ciencias y Artes para el Diseño (CAD) |
| 12  | Romualdo López Zárate             | 8 de julio de 2013       | 7 de julio de 2009       | Sociólogo            | Sociología                        | Ciencias Sociales y Humanidades (CSH) |
| 13  | Norma Rondero López               | 8 de julio de 2017       | 10 de abril de 2018      | Socióloga            | Sociología                        | Ciencias Sociales y Humanidades (CSH) |
| 14  | Óscar Lozano Carrillo             | 24 de septiembre de 2019 | 17 de septiembre de 2023 | Administrador        | Administración                    | Ciencias Sociales y Humanidades (CSH) |
| 15  | Yadira Zavala Osorio              | 18 de septiembre de 2023 | En el cargo              | Ingeniera industrial | Ingeniería en Sistemas            | Ciencias Básicas e Ingeniería (CBI)   |

## Oferta educativa

### Pregrado
La Universidad Autónoma Metropolitana Unidad Azcapotzalco actualmente cuenta con 17 licenciaturas, divididas en 3 áreas de estudio que son:
| Licenciatura                           | Plan de estudios                    |
| Ciencias Básicas e Ingeniería (CBI)    | Ciencias Básicas e Ingeniería (CBI) |
| -------------------------------------- | ----------------------------------- |
| Ingeniería Ambiental                   | Plan de estudios                    |
| Ingeniería Civil                       | Plan de estudios                    |
| Ingeniería en Computación              | Plan de estudios                    |
| Ingeniería Eléctrica                   | Plan de estudios                    |
| Ingeniería Electrónica                 | Plan de estudios                    |
| Ingeniería Física                      | Plan de estudios                    |
| Ingeniería Industrial                  | Plan de estudios                    |
| Ingeniería Mecánica                    | Plan de estudios                    |
| Ingeniería Metalúrgica                 | Plan de estudios                    |
| Ingeniería Química                     | Plan de estudios                    |
| Ciencias Sociales y Humanidades (CSH)  |                                     |
| Administración                         | Plan de estudios                    |
| Derecho                                | Plan de estudios                    |
| Economía                               | Plan de estudios                    |
| Sociología                             | Plan de estudios                    |
| Ciencias y Artes para el Diseño (CyAD) |                                     |
| Arquitectura                           | Plan de estudios                    |
| Diseño Industrial                      | Plan de estudios                    |
| Diseño de la Comunicación Gráfica      | Plan de estudios                    |
| Diseño de Proyectos Sustentables       | Plan de estudios                    |

### Posgrado
Ofrece además distintos Posgrados de alto nivel en varias disciplinas, de los cuales varios están reconocidos por el Consejo Nacional de Ciencia y Tecnología (Conacyt), y que son:
| Tipo                                   | Nombre                                                                               | Plan de estudios                    |
| Ciencias Básicas e Ingeniería (CBI)    | Ciencias Básicas e Ingeniería (CBI)                                                  | Ciencias Básicas e Ingeniería (CBI) |
| -------------------------------------- | ------------------------------------------------------------------------------------ | ----------------------------------- |
| Maestría                               | Ciencias de la Computación                                                           | Plan de estudios                    |
| Maestría                               | Ciencias en Ingeniería Electromagnética                                              | Plan de estudios                    |
| Maestría y Doctorado                   | Ciencias e Ingeniería (Ambientales, de Materiales)                                   | Plan de estudios                    |
| Maestría y Doctorado                   | Ingeniería de Procesos                                                               | Plan de estudios                    |
| Maestría y Doctorado                   | Ingeniería Estructural                                                               | Plan de estudios                    |
| Maestría y Doctorado                   | Optimización                                                                         | Plan de estudios                    |
| Ciencias Sociales y Humanidades (CSH)  |                                                                                      |                                     |
| Especialización                        | Economía y Gestión del Agua                                                          | Plan de estudios                    |
| Especialización                        | Etnografía Política y Espacio Público                                                | Plan de estudios                    |
| Especialización                        | Literatura Mexicana del Siglo XX                                                     | Plan de estudios                    |
| Especialización                        | Sociología de Educación Superior                                                     | Plan de estudios                    |
| Maestría                               | Derecho                                                                              | Plan de estudios                    |
| Maestría                               | Economía                                                                             | Plan de estudios                    |
| Maestría                               | Literatura Mexicana Contemporánea                                                    | Plan de estudios                    |
| Maestría                               | Planeación y Políticas Metropolitanas                                                | Plan de estudios                    |
| Maestría y Doctorado                   | Ciencias Administrativas                                                             | Plan de estudios                    |
| Maestría y Doctorado                   | Ciencias Económicas                                                                  | Plan de estudios                    |
| Maestría y Doctorado                   | Historiografía                                                                       | Plan de estudios                    |
| Maestría y Doctorado                   | Sociología                                                                           | Plan de estudios                    |
| Doctorado                              | Intervención en las Organizaciones                                                   | Plan de estudios                    |
| Ciencias y Artes para el Diseño (CyAD) |                                                                                      |                                     |
| Especialización                        | Diseño Ambiental                                                                     | Plan de estudios                    |
| Especialización, Maestría y Doctorado  | Diseño, Planificación y Conservación de Paisajes y Jardines                          | Plan de estudios                    |
| Maestría y Doctorado                   | Diseño Bioclimático                                                                  | Plan de estudios                    |
| Maestría y Doctorado                   | Diseño y Desarrollo de Productos                                                     | Plan de estudios                    |
| Maestría y Doctorado                   | Diseño y Estudios Urbanos                                                            | Plan de estudios                    |
| Maestría y Doctorado                   | Diseño para la Rehabilitación, Recuperación y Conservación del Patrimonio Construido | Plan de estudios                    |
| Maestría y Doctorado                   | Diseño y Visualización de la Información                                             | Plan de estudios                    |
| Maestría y Doctorado                   | Procesos Culturales para el Diseño y el Arte                                         | Plan de estudios                    |

## Admisión

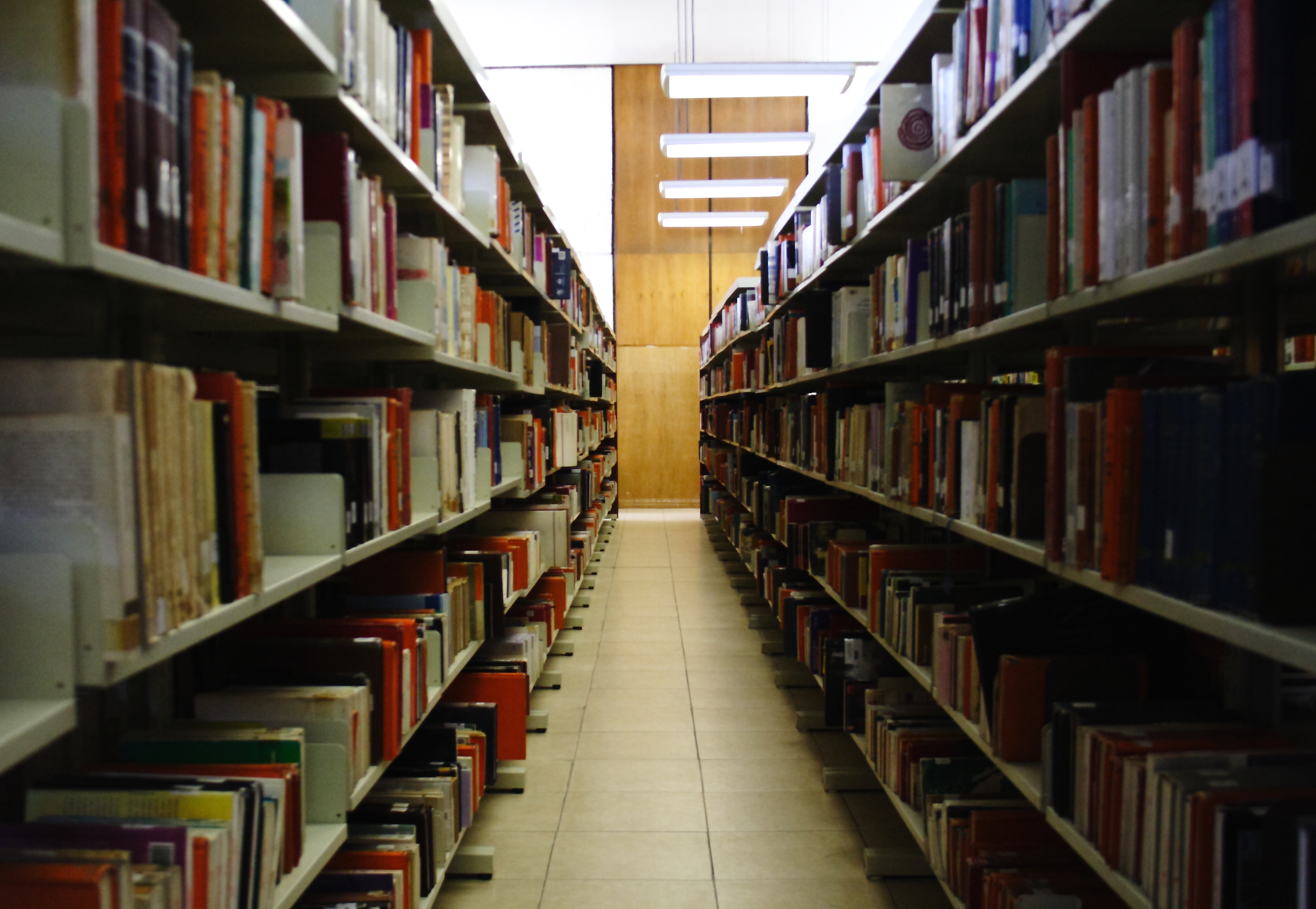
Estantería de la Biblioteca.

La Universidad Autónoma Metropolitana (UAM) lleva a cabo dos exámenes de admisión al año. El primero se realiza entre los meses de febrero y marzo, con el propósito de cubrir todos los lugares disponibles para el trimestre que comienza en mayo y la mitad de los lugares para el trimestre de septiembre. El segundo se realiza entre julio y agosto, para llenar la otra mitad de los lugares para el trimestre de septiembre. El examen de admisión tradicionalmente consta de 110 preguntas, distribuidas en tres áreas fundamentales: razonamiento matemático, razonamiento verbal y conocimientos específicos. Sin embargo, a partir de 2020, el examen pasó a ser en línea y fue reducido a 80 preguntas, aunque se mantiene la misma estructura original en cuanto a contenido.
En la primavera de 1993, la UAM innovó su proceso de admisión con el sistema «Registro en Red», con la capacidad de atender a más de siete mil aspirantes por día durante el periodo de admisión. Los interesados podían completar sus trámites en un promedio de más de 20 minutos. Hoy en día, el proceso de admisión se ha digitalizado completamente y se realiza a través de internet. Los interesados deben registrarse en el sitio web de la UAM (http://admision.uam.mx/registro/adm_convocatoria.html), donde deben proporcionar información personal, subir una fotografía digital que cumpla con requisitos específicos, y completar un cuestionario socioeconómico. Posteriormente, pueden generar el comprobante de pago y su registro.
Además, la UAM ofrece guías de estudio y paquetes informativos que incluyen datos generales sobre la universidad y sus divisiones académicas. Estos materiales están disponibles para su adquisición en la biblioteca de la UAM Azcapotzalco, brindando una importante fuente de apoyo para los estudiantes que buscan prepararse de manera adecuada para el proceso de admisión.

## Académicos distinguidos

### Ciencias Sociales y Humanidades
Humanidades
- Antonio Vladimiro Rivas Iturralde, profesor del Departamento de Humanidades desde 1974, imparte las materias Lectura y Escritura I y II.
- Lucia Tomasini Bassols, es profesora de francés del Centro de Lenguas Extranjeras del Departamento de Humanidades. Es nieta de Narciso Bassols, político y diplomático titular de varias secretarías de estado durante el Maximato y de Lázaro Cárdenas.

Economía
- Rosa Albina Garavito Elías, ha sido profesora del Departamento de Economía desde 1977. Además, se ha desempeñado como diputada federal entre 1991 y 1994 y como senadora entre 1997 y 2000.
- Edmundo Jacobo Molina, fue profesor del Departamento de Economía, donde también se desempeñó como jefe del área de investigación Estado y Política Económica, así como jefe del departamento. Fue rector de la Unidad Azcapotzalco de 1993 a 1997 y, posteriormente, secretario general de la Universidad Autónoma Metropolitana entre 1997 y 2001. Después de su trayectoria en la universidad, incursionó en el Instituto Federal Electoral (actualmente Instituto Nacional Electoral), donde fue secretario ejecutivo desde 2008 hasta 2023.
- Francisco Chíguil Figueroa, ha sido profesor del Departamento de Economía, combinando su actividad académica con su carrera política. Ha sido alcalde de Gustavo A. Madero por tres mandatos de tres años, divididos en dos periodos: el primero, de 2006 a 2008 (como jefe delegacional), y el segundo, de 2018 a 2024 (siendo reelecto). Además, tuvo una trayectoria legislativa en la Asamblea Legislativa del Distrito Federal en dos periodos: el primero, de 1997 a 2000, y el segundo, de 2003 a 2006.
- Jonathan Ernest Heath Constable, fue profesor invitado de tiempo completo entre 2014 y 2016, impartiendo clases de Macroeconomía, Política Monetaria, Inflación y Empleo. En 2019, fue designado miembro de la Junta de Gobierno del Banco de México como subgobernador, con un mandato que se extiende hasta 2027.

Derecho
- Ricardo Ruiz Suárez ha sido catedrático e investigador del Departamento de Derecho desde 1989, impartiendo las materias de Derecho Constitucional, Teoría Constitucional, Historia del Derecho Mexicano, y Economía, Política y Sociedad. Ha ocupado el cargo de titular de la Secretaría de Gobierno de la Ciudad de México en dos ocasiones, de 2005 a 2006 y de 2023 a 2024. Además, fue legislador local en el Congreso de la Ciudad de México entre 2018 y 2021.
- Juan Luis González Alcántara Carrancá, ha sido catedrático e investigador del Departamento de Derecho. Actualmente ejerce como Ministro de la Suprema Corte de Justicia de la Nación desde 2019.